# Готовая продукция
Готовая продукция — материально-производственные запасы, предназначенные для продажи.

## Определение
Согласно п.2 ПБУ 5/01 готовая продукция — это часть материально-производственных запасов, предназначенных для продажи (конечный результат производственного цикла, активы, законченные обработкой (комплектацией), технические и качественные характеристики которых соответствуют условиям договора или требованиям иных документов, в случаях, установленных законодательством).
Согласно БСЭ готовая продукция — это продукция, соответствующая утверждённым стандартам или техническим условиям и принятая отделом технического контроля.
В бухгалтерии учёт готовой продукции используется организациями, осуществляющими промышленную, сельскохозяйственную или производственную деятельности.